# Per Borten

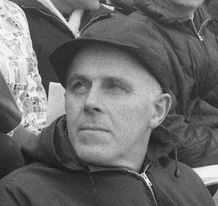
Per Borten

Per Borten (* 3. April 1913 in Flå, Trøndelag; † 20. Januar 2005 in Trondheim) war ein norwegischer Politiker (Zentrum) und Ministerpräsident von 1965 bis 1971.
Borten begann seine politische Karriere als Bürgermeister von Flå, mittlerweile Teil der Gemeinde Melhus, in der Provinz Sør-Trøndelag (1946 bis 1955). Zwischen 1945 und 1949 war er zudem Mitglied im Fylkesting von Sør-Trøndelag. Er wurde 1949 ins norwegische Parlament gewählt und behielt sein Mandat bis zu seinem Rücktritt im Jahr 1977. Als Staatsminister führte er eine Mitte-rechts-Koalition an, die aus vier Parteien bestand. Er war Präsident des Odelsting (eine der beiden Abteilungen des norwegischen Parlaments), war Fraktionsvorsitzender der Zentrumspartei und deren Präsident von 1955 bis 1967.
Bortens Rücktritt als Ministerpräsident erfolgte, weil er geheime Informationen über Norwegen in den EG-Verhandlungen preisgegeben hatte. Nach seinem Rücktritt blieb er jedoch weiterhin in der Öffentlichkeit präsent und äußerte sich besonders zu Themen wie nukleare Abrüstung, den Einsatz verdeckter Ermittler oder Norwegens Beziehungen zur Europäischen Gemeinschaft. Unter Borten wandelte sich die Bondepartiet (Bauernpartei) in die heutige Zentrumspartei. Er war ein aktiver Gegner des Beitritts Norwegens zur EG.